# Мариетта д’Энгиен
Мариетта д’Энгиен, урождённая Йоланда д’Энгиен фр. Mariette d'Enghien) — французская аристократка, любовница герцога Орлеана Людовика I.

## Биография
Мариетта (урождённая Иоланда) д’Энгиен была дочерью кастеляна Монса и сеньора Гавра, Фаньйоля, Глена, Брен-л’Аллё, Монтиньи, Жюрбиза, Маснуи, Плансенуа Жака д’Энгьена от его первой жены Мари де Руси де Пьерпон, происходила из брабантского дома д’Энгиенов. Она была известна как леди Вьеж и Фагноль, которые она насильственно захватила у своего дяди и деда. В 1389 году она вышла замуж за сеньора Канни, советника короля Франции Карла VI и камергера герцога Анжу Людовика II Обера Ле Фламанка.
Согласно хроникам того времени была красивой и элегантной, «танцевала лучше всех».
Впоследствии стала любовницей герцога Орлеана Людовика I. В 1402 году родила сына Жана де Дюнуа, который был известным полководцем, соратником Жанны Д’Арк и основателем дома Орлеан-Лонгвиль. Также была матерью Жанны ле Фламенк.
Умерла в Кле, где сохранился её дом.

## В культуре
Персонаж романа нидерландской писательницы Хеллы Хаасе «Заблудившись в темном лесу» (1949).